# Jean d'Orléans (1874-1940)
Pour les articles homonymes, voir Jean d'Orléans et Jean III.
Titres
Prétendant au trône de France
(succession orléaniste)
28 mars 1926 – 25 août 1940
(14 ans, 4 mois et 28 jours)
Héritier du trône de France
(succession orléaniste)
30 janvier 1924 – 28 mars 1926
(2 ans, 1 mois et 26 jours)
Jean d'Orléans — de son nom de naissance Jean Pierre Clément Marie d'Orléans de Chartres —, qui portait le titre de courtoisie de duc de Guise, est né à Paris 8e le 4 septembre 1874 et mort à Larache au Maroc espagnol, le 25 août 1940, peu après la défaite française face à l’Allemagne. Issu de la branche cadette des descendants du fils aîné du roi Louis-Philippe Ier, il est, de 1926 à sa mort, chef de la maison capétienne d'Orléans, il est le prétendant orléaniste au trône de France, appelé « Jean III » par ses partisans.

## Famille
Jean Pierre Clément Marie d'Orléans de Chartres est né le 4 septembre 1874 au 29, rue Vernet à Paris (8e arrondissement) en présence de Adolphe Asseline, ancien secrétaire des commandements de la duchesse d'Orléans.
Arrière-petit-fils du roi Louis-Philippe Ier et dernier enfant de Robert d'Orléans (1840-1910), duc de Chartres, et de la princesse Françoise d'Orléans (1844-1925), Jean d'Orléans est également le gendre et le beau-frère des deux prétendants orléanistes au trône de France qui l’ont précédé : « Philippe VII », comte de Paris, et « Philippe VIII », duc d'Orléans .
Le 30 octobre 1899, Jean d'Orléans épouse, à Kingston-sur-Tamise, en Angleterre, sa cousine germaine Isabelle d'Orléans. C’est à cette occasion qu’il reçoit de son beau-frère le titre de courtoisie de duc de Guise. De cette union heureuse naissent quatre enfants :
- Isabelle d'Orléans qui épouse, en premières noces, Bruno d'Harcourt (1899-1930), puis se remarie au prince Pierre Murat (1900-1948).
- Françoise d'Orléans qui se marie au prince Christophe de Grèce (1889-1940), fils du roi Georges Ier de Grèce. Ce sont les parents du prince Michel de Grèce (1939-2024).
- Anne d'Orléans qui s'unit à son cousin germain le prince Amédée de Savoie-Aoste, duc d'Aoste et vice-roi d'Éthiopie.
- Henri d'Orléans, comte de Paris  et prétendant orléaniste au trône de France sous le nom d'« Henri VI », qui épouse sa cousine Isabelle d'Orléans-Bragance (1911-2003).

## Biographie
Malgré la loi d'exil de 1886 qui frappe les chefs des familles ayant régné en France, Jean d'Orléans peut vivre et séjourner dans son pays jusqu’en 1924. Longtemps il n’est, en effet, qu’un cadet de la famille d’Orléans. Pourtant, au fur et à mesure que les années passent, tous les membres de la famille qui se situent avant le duc de Guise dans la lignée dynastique disparaissent les uns après les autres. D’abord ses frères Robert et Henri d'Orléans en 1885 et 1901, puis son père, le duc de Chartres, en 1910 et enfin ses cousins et beaux-frères Ferdinand d’Orléans, duc de Montpensier, et Philippe d’Orléans, duc d’Orléans, en 1924 et 1926.
Si la République française tolère longtemps sa présence sur son territoire, elle lui interdit cependant de faire son service militaire au sein de son armée. C’est la raison pour laquelle il se rend au Danemark, pays de son beau-frère Valdemar, pour y apprendre le métier des armes.
Revenu en France, il s’installe au Nouvion-en-Thiérache, domaine que lui a légué le duc d’Aumale, et y reste plusieurs années. Peu de temps après, il épouse sa cousine Isabelle d'Orléans.
Cependant en 1909, le duc et la duchesse de Guise, désireux de contribuer à l’expansion de la France outre-mer, quittent la métropole pour s’installer au Maroc, pays où la France essaie alors d’établir son influence. En 1910, le couple s’installe ainsi sur le site de Larache, dans le nord du royaume chérifien. Cependant, lorsque le pays tombe finalement sous la domination européenne en 1912, la maison de Larache est placée sous le régime du protectorat espagnol, tandis que le domaine agricole de la famille tombe sous le régime français.
Lorsqu’éclate la Première Guerre mondiale, le duc de Guise cherche à intégrer l’armée mais ni la République ni ses alliés ne l’autorisent à revêtir leur uniforme et il doit donc se résoudre à servir dans la Croix-Rouge à laquelle il offre son château du Nouvion-en-Thiérache pour en faire un hôpital. Il se voit remettre la Croix de guerre le 27 juillet 1919 de la part du président Raymond Poincaré.
Toutefois, une mission plus importante lui est accordée par le gouvernement français en 1915 : il s’agit d’une ambassade auprès de son oncle le roi Ferdinand Ier de Bulgarie. Cette mission est un échec et Sofia entre en guerre aux côtés des pays de la Triple Alliance.
Après la guerre, le duc de Guise regagne Larache mais la mort du duc de Montpensier (en 1924) et la séparation du prétendant d’avec son épouse, l’archiduchesse Marie-Dorothée de Habsbourg-Lorraine, bouleversent son existence dans la mesure où ils font automatiquement de lui le dauphin des orléanistes. Il s’établit donc au manoir d’Anjou, en Belgique, tandis que son fils, le futur comte de Paris, est envoyé à Paris poursuivre ses études.
Deux ans plus tard, Jean d’Orléans hérite du statut de prétendant. Il se trouve presque immédiatement face à de graves difficultés politiques puisque le pape Pie XI interdit aux catholiques de soutenir Maurras et l’Action française, c’est-à-dire les plus puissants soutiens de la maison d'Orléans. L’entre-deux-guerres est donc une période d’éloignement – et finalement de rupture, en 1937 – entre l'aîné des Orléans (soutenu par son fils, le comte de Paris) et le mouvement royaliste. C’est également le moment où, pour la première fois depuis longtemps, l’orléanisme cesse d’être uniquement synonyme de conservatisme.

## Représentations
Le sculpteur Philippe Besnard fera du duc un buste en bronze sur socle de marbre (1928), buste exposé au salon des Tuileries en 1929.

## Titulature et décorations

### Titulature
Les titres portés actuellement par les membres de la maison d’Orléans n’ont pas d’existence juridique en France et sont considérés comme des titres de courtoisie. Ils sont attribués par le « chef de maison ».
- 4 septembre 1874 - 30 octobre 1899 : Son Altesse Royale le prince Jean d'Orléans ;
- 30 octobre 1899 - 25 août 1940 : Son Altesse Royale le duc de Guise.

### Décorations dynastiques françaises
En qualité de chef de la maison royale de France et prétendant au trône de France, les partisans de Jean d'Orléans le considèrent grand maître des ordres dynastiques traditionnels.
- Grand maître de l'ordre du Saint-Esprit (1926-1940) (contesté)
- Grand maître de l'ordre de Saint-Michel (1926-1940) (contesté)
- Grand maître de l'ordre royal et militaire de Saint-Louis (1926-1940) (contesté)

### Autres décorations
- Bailli grand-croix d'honneur et de dévotion de l'ordre souverain de Malte (1926)[16]
- Croix de guerre 1914-1918 avec palme de bronze (République française, 27 juillet 1919)[17]
- Médaille de la Croix-Rouge française 1914-1918 (République française)[18]
- Chevalier de l’ordre de l'Éléphant (famille royale de Danemark, 6 octobre 1930)[19]
- Grand-croix de l’ordre de Dannebrog (famille royale de Danemark, 29 octobre 1899)[20]
- Médaille commémorative pour les noces d'or du roi Christian IX et de la reine Louise (famille royale de Danemark, 26 mai 1892)[21]

## Annexe

#### Œuvres du duc de Guise
- Jean d'Orléans, duc de Guise, Sous le Danebrog : souvenirs de la vie militaire en Danemark 1894-1899, Éditions Calmann Lévy, Paris, 1900. (ASIN B00182FFW2)
- Jean d'Orléans, duc de Guise, Éphémérides militaires du Nouvion-en-Thiérache, de 1789 à 1871, E. Dubois, Paris, 1902. (ASIN B001C822YG)
- Jean d'Orléans, duc de Guise, Les Légions de l'Espérance et de l'Athénée à Turin, 1799-1801, E. Dubois, Paris, 1902. (ASIN B001C80H7A)
- Jean d'Orléans, duc de Guise, Un village andalou sous le premier Empire, pendant l'occupation française, E. Dubois, 1902. (ASIN B001C847VW)
- Jean d'Orléans, duc de Guise, Les Anciens lieux-dits de la commune du Nouvion-en-Thiérache, E. Dubois, 1903. (ASIN B001C80H9S)
- Jean d'Orléans, duc de Guise, Les Seigneurs du Nouvion-en-Thiérache, 1147-1790, E. Dubois, Paris, 1906 (ASIN B001C822X2)
- Jean d'Orléans, duc de Guise, Paroles royales. Lettres et manifestes de Mgr le duc de Guise, 1933 (ASIN B00182J5VE)
- Jean d'Orléans, duc de Guise, Manifeste du duc de Guise, 1933 (ASIN B00182DYK2)

#### Sur le duc de Guise et sa famille
- Georges Cerbelaud-Salagnac, Quatre règnes en exil ou d'Henri V à Jean III (1820-1940), Éditions France Empire, 1947.
- Jean Monneron, Le duc de Guise et la Maison de France, Paris, Éditions Imprimerie nouvelle, 1939.
- Georges Poisson, Les Orléans, une famille en quête d'un trône, Paris, Perrin, 1999 (ISBN 226201583X).